# Takeshi Ozawa
Takeshi Ozawa (小澤 武 Takeshi Ozawa?, 23 de junio de 1906 - 28 de marzo de 1985) fue un practicante de kendo japonés. Tenía el rango de Hachi-dan (8.º dan) otorgado por la Federación de Kendo de Japón. Además, era el jefe de la escuela de kenjutsu Hokushin Itto-ryu (certificado por la Asociación Japonesa de Artes Marciales Tradicionales) y heredero de la escuela Nitta-miya-ryu Battojutsu.

## Biografía
Nació en la ciudad de Saga. Su apellido de soltero era Nakajima. Ingresó a la Escuela de Artes Marciales de la Gran Sociedad de Japón para la Promoción de las Artes Marciales en Kioto, donde estudió kendo con Takaharu Naito.
En 1929, se graduó de la escuela de artes marciales y fue asignado como profesor en la Escuela Normal de Ibaraki y la Escuela Superior de Comercio de Mito. Se convirtió en el yerno adoptivo de la familia Ozawa y se desempeñó como el cuarto director del Tobukan de Mito. En 1932, se graduó de la escuela de investigación de artes marciales.
En 1953, reconstruyó el Tobukan de Mito que fue destruido durante el bombardeo de Mito durante la Segunda Guerra Mundial. En 1966, asumió el cargo de presidente de la Asociación de Kendo de la Prefectura de Ibaraki. Contribuyó activamente en la promoción del kendo y la educación juvenil.

## Título de Rango
- En 1930 recibe el certificado de Mejora en la Espada de la Asociación de Educación Física y Deportes de Japón.[1]
- En 1961 asciende a 8.º dan en Kendo de la Federación de Kendo de Japón.[1]
- En 1964 obtiene el título de hanshi en Kendo de la Federación de Kendo de Japón.[1]

## Honores
- En 1972 obtiene la Medalla Azul de la Cinta de Honor.[1]
- En 1978 recibe la orden del Mérito Cultural de Comandante de Brasil.[1]
- En 1978 recibe el Premio 15.º Ibaraki de la Asociación de Periódicos de Ibaraki (1978)[1]
- En 1981 recibe el reconocimiento por Servicios Distinguidos en las Artes Marciales Tradicionales de Japón por la Asociación de Artes Marciales Tradicionales de Japón.[3]
- Orden del Tesoro Sagrado, 4.ª Clase, Rango de la Medalla de la Cordón Azul (1985)[1]